# Protichneumon flavoornatus
Protichneumon flavoornatus är en stekelart som först beskrevs av Cameron 1903.  Protichneumon flavoornatus ingår i släktet Protichneumon och familjen brokparasitsteklar. Inga underarter finns listade i Catalogue of Life.